# Refugio 307
El Refugio 307 es uno de los ejemplares mejor conservados de la red de túneles creados por los barceloneses durante la guerra civil española, como medio de defensa para los bombardeos que, hasta entonces, nunca habían sido practicados en Occidente sobre ciudades habitadas.

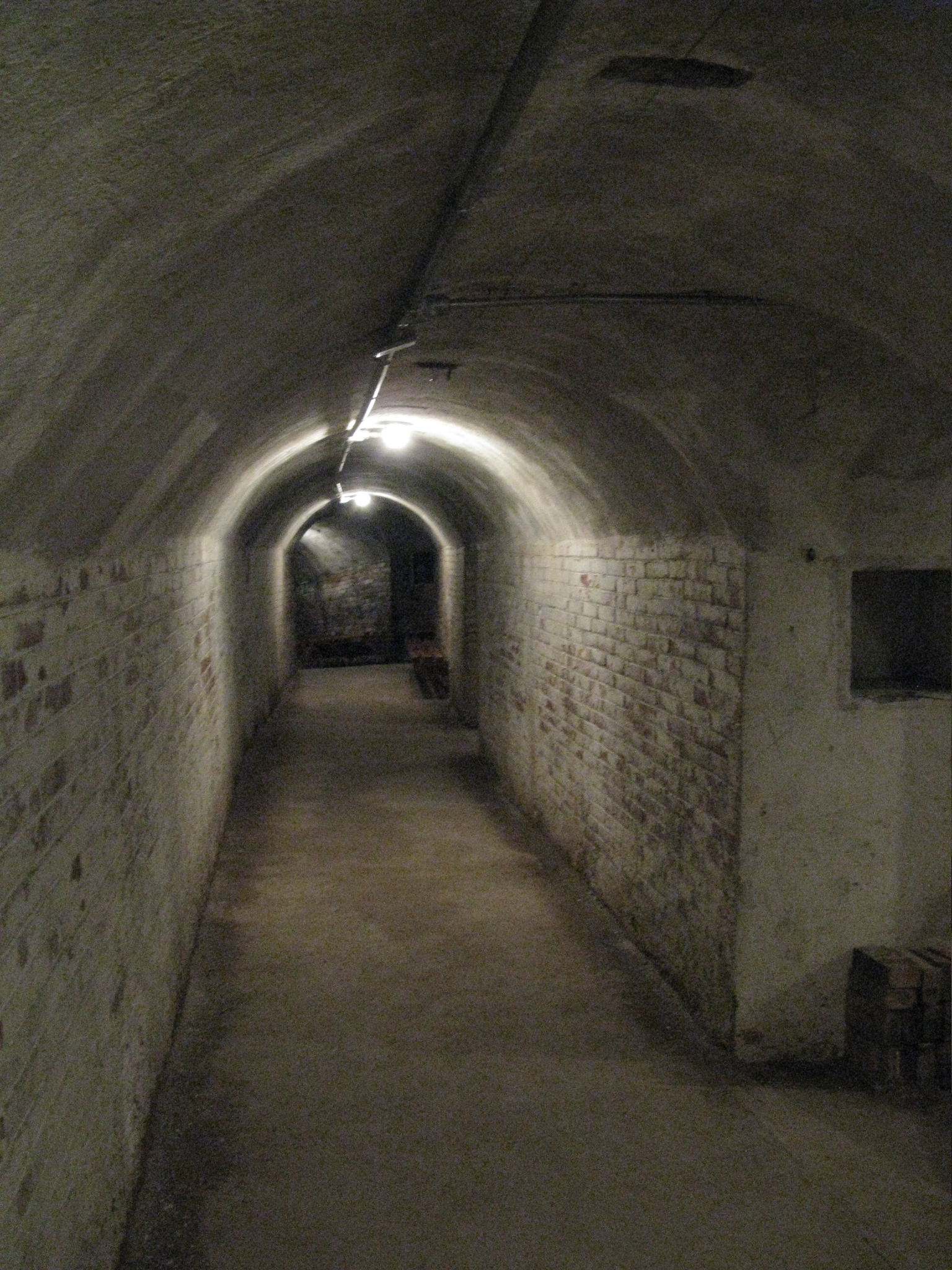
Interior del Refugio 307.

Este túnel es uno de los cientos creados para ese entonces, y uno de los pocos actualmente accesibles. Fue construido por los vecinos del barrio, con la ayuda de la Generalidad de Cataluña, quien además les proporcionó herramientas y materiales. Su nombre se debe a que correspondía al túnel número 307 en ser fichado dentro de los registros del ayuntamiento. Ubicado en el barrio del Pueblo Seco, fue construido al nivel de la superficie (a diferencia de la mayoría de los otros, que eran subterráneos) aprovechando la cercanía con la montaña del Montjuic para ser cavada dentro de ésta. El túnel conforma una red de 200 metros construidos, con 2.10 metros de altura y entre 1.5 y 2 metros de anchura.
Actualmente el Refugio 307 pertenece a uno de los anexos del Museo de Historia de Barcelona, por lo que su ingreso está habilitado para visitas.